# Bandera Eusko Label
La Bandera Eusko Label fue una competición anual de remo, concretamente de traineras, que se celebró en las localidades guipuzcoanas de Zarauz y San Sebastián entre los años 2012 y 2016, organizada por la Asociación de Clubes de Traineras y patrocinada por Eusko Label, marca creada por el Gobierno Vasco para distinguir alimentos de dicha comunidad autónoma que reúnan ciertas condiciones de calidad, especificidad o singularidad.

## Historia
La primera edición se disputó en 2012 en Zarauz y el campo de regatas se situó al oeste de la población con las balizas de salida y meta colocadas frente a la punta Ailla y con las calles orientadas hacia el norte por lo que las balizas exteriores se sitúan mar adentro. Las siguientes cuatro ediciones, años 2013 a 2013, se disputaron en la bahía de La Concha de San Sebastián con las balizas de salida y meta situadas a 450 m del paseo marítimo y con las calles también orientadas hacia el norte quedando las balizas exteriores fuera de la bahía.
En el año 2017, Eusko Label adquirió los derechos de denominación de la Liga ACT y dejó de patrocinar la regata.
Esta prueba fue puntuable tanto en categoría masculina como femeninas para las ligas ACT masculina y femenina, respectivamente. Las pruebas masculinas se realizaron por el sistema en línea, a cuatro largos y tres ciabogas con un recorrido de 3 millas náuticas que equivalen a 5556 metros. En categoría femenina se desarrollaron por el sistema de contrarreloj remándose  dos largos y una ciaboga lo que supone un recorrido de 1.5 millas náuticas que equivalen a 2778 metros.

## Categoría masculina

### Historial
| Edición | Año  | Localidad     | Ganador     | Segundo     | Tercero     |
| ------- | ---- | ------------- | ----------- | ----------- | ----------- |
| I       | 2012 | Zarauz        | Hondarribia | Tirán       | Kaiku       |
| II      | 2013 | San Sebastián | Hondarribia | Urdaibai    | Orio        |
| III     | 2014 | San Sebastián | Kaiku       | Hondarribia | Portugalete |
| IV      | 2015 | San Sebastián | Orio        | Urdaibai    | Hondarribia |
| V       | 2016 | San Sebastián | Hondarribia | Urdaibai    | Tirán       |

### Palmarés
| Victorias | Club        | Años             |
| --------- | ----------- | ---------------- |
| 3         | Hondarribia | 2012, 2013, 2016 |
| 1         | Kaiku       | 2014             |
| 1         | Orio        | 2015             |

## Categoría femenina

### Historial
| Edición | Año  | Localidad     | Ganadora  | Segunda        | Tercera     |
| ------- | ---- | ------------- | --------- | -------------- | ----------- |
| I       | 2012 | Zarauz        | Rianxeira | Getaria-Tolosa | Zumaia      |
| II      | 2013 | San Sebastián | Zumaia    | San Juan       | Hibaika     |
| III     | 2014 | San Sebastián | San Juan  | Hibaika        | Zumaia      |
| IV      | 2015 | San Sebastián | Zumaia    | San Juan       | Orio        |
| V       | 2016 | San Sebastián | Hibaika   | Orio           | Puebla-Cabo |

### Palmarés
| Victorias | Club      | Años       |
| --------- | --------- | ---------- |
| 2         | Zumaia    | 2013, 2015 |
| 1         | Rianxeira | 2012       |
| 1         | San Juan  | 2014       |
| 1         | Hibaika   | 2016       |